# Mistrzostwa Europy w Lekkoatletyce 1969 – skok o tyczce mężczyzn

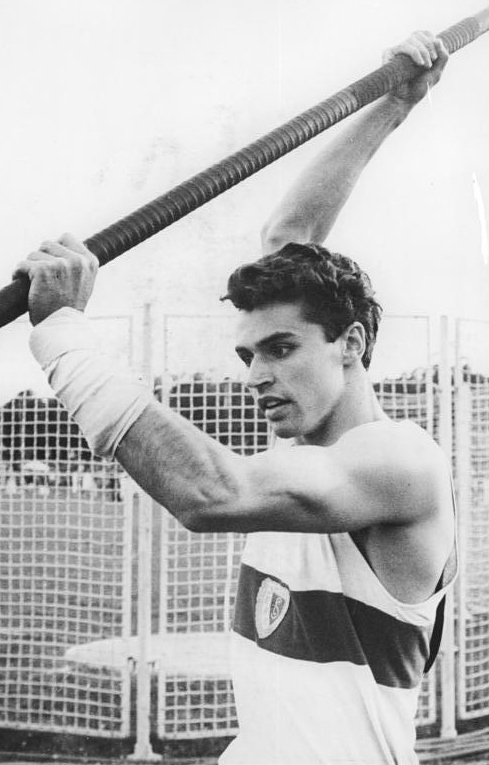
Wolfgang Nordwig

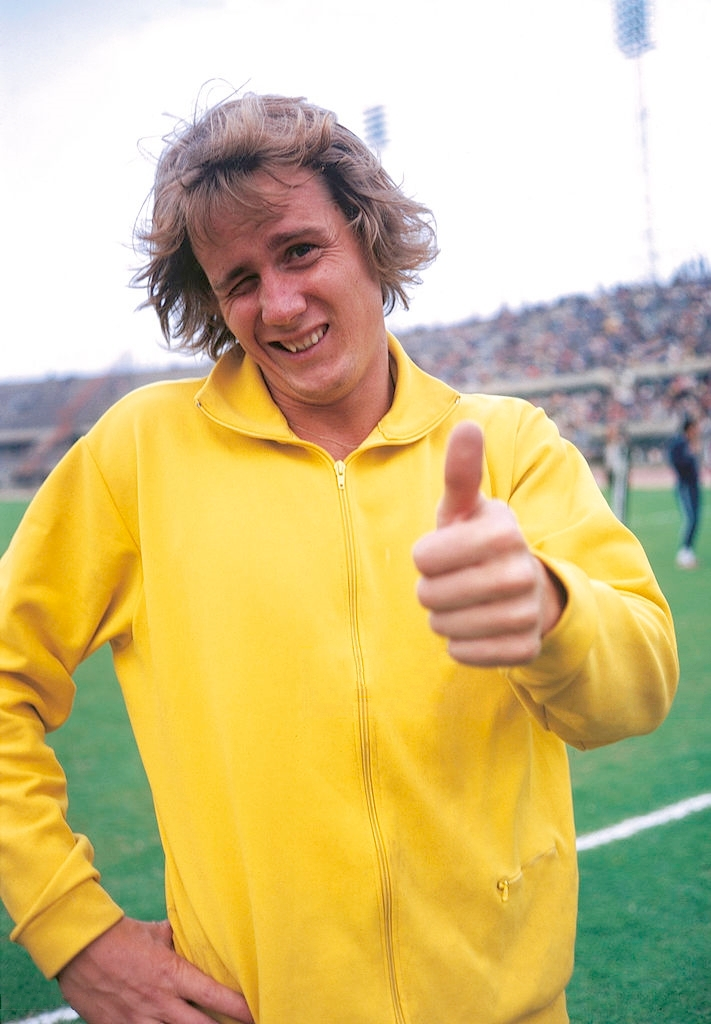
Kjell Isaksson

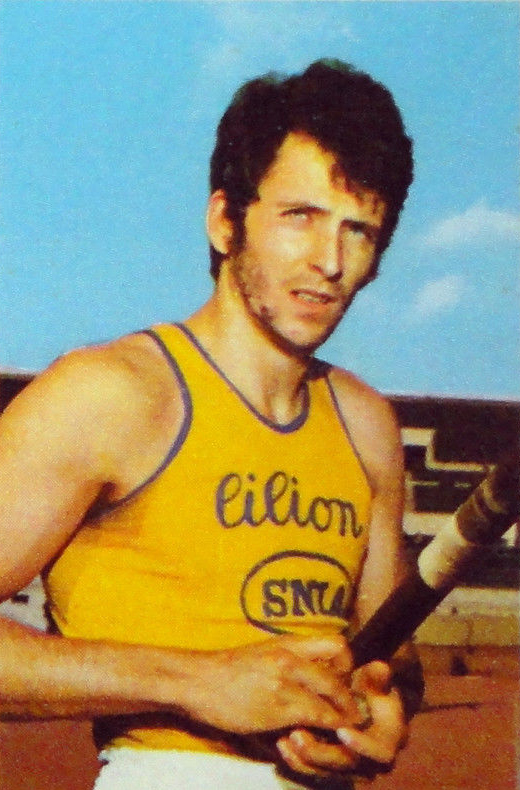
Aldo Righi

Skok o tyczce mężczyzn był jedną z konkurencji rozgrywanych podczas IX Mistrzostw Europy w Atenach. Kwalifikacje rozegrano 19 września, a finał 20 września 1969. Zwycięzcą tej konkurencji został reprezentant NRD Wolfgang Nordwig, który obronił tytuł z mistrzostw w 1966. W rywalizacji wzięło udział piętnastu zawodników z dziewięciu reprezentacji.

## Rekordy
| Rekord świata     | John Pennel (USA)       | 5,44 | Sacramento, Stany Zjednoczone | 21.06.1969 |
| Rekord Europy     | Claus Schiprowski (FRG) | 5,40 | Meksyk, Meksyk                | 16.10.1968 |
| Rekord Europy     | Wolfgang Nordwig (GDR)  | 5,40 | Meksyk, Meksyk                | 16.10.1968 |
| Rekord mistrzostw | Wolfgang Nordwig (GDR)  | 5,10 | Budapeszt, Węgry              | 02.09.1966 |

## Wyniki

### Kwalifikacje
| Miejsce | Zawodnik             | Wynik | Uwagi |
| ------- | -------------------- | ----- | ----- |
| 1-8     | John-Erik Blomqvist  | 4,80  | Q     |
| 1-8     | Christos Papanikolau | 4,80  | Q     |
| 1-8     | Gianfranco Mariani   | 4,80  | Q     |
| 1-8     | Joachim Bär          | 4,80  | Q     |
| 1-8     | Alain-Pierre Legrain | 4,80  | Q     |
| 1-8     | Wolfgang Nordwig     | 4,80  | Q     |
| 1-8     | Risto Ivanoff        | 4,80  | Q     |
| 1-8     | Aldo Righi           | 4,80  | Q     |
| 9-12    | Jurij Isakow         | 4,70  | q     |
| 9-12    | Mike Bull            | 4,70  | q     |
| 9-12    | Kjell Isaksson       | 4,70  | q     |
| 9-12    | Erkki Mustakari      | 4,70  | q     |
| 13      | Robert Steinhacker   | 4,50  |       |
| –       | François Tracanelli  | NM    |       |
| –       | Renato Dionisi       | NM    |       |

### Finał
| Miejsce | Zawodnik             | Wynik | Uwagi |
| ------- | -------------------- | ----- | ----- |
| 1       | Wolfgang Nordwig     | 5,30  | CR    |
| 2       | Kjell Isaksson       | 5,10  |       |
| 3       | Aldo Righi           | 5,10  |       |
| 4       | Christos Papanikolau | 5,00  |       |
| 5       | John-Erik Blomqvist  | 5,00  |       |
| 6       | Joachim Bär          | 5,00  |       |
| 7       | Mike Bull            | 5,00  |       |
| 8       | Erkki Mustakari      | 4,90  |       |
| 9       | Alain-Pierre Legrain | 4,80  |       |
| 10      | Risto Ivanoff        | 4,70  |       |
| 11      | Gianfranco Mariani   | 4,70  |       |
| –       | Jurij Isakow         | NM    |       |